# Калашников, Виктор Дмитриевич
Виктор Дмитриевич Калашников (род. 26 мая 1963, Гусиноозёрск, Бурятия) — российский государственный деятель. Российский политик, Сенатор Российской Федерации — представитель от Законодательной думы Хабаровского края (с 2024 года).

## Биография
Родился 26 мая 1963 года в г. Гусиноозерске Бурятской АССР.
Окончил Иркутский политехнический институт.
С 1985 по 2009 гг. — прошел путь от стажера-исследователя до заведующего отделом Института экономических исследований ДВО РАН.
С 2009 г. назначен на должность заместителя Председателя Правительства Хабаровского края — министра экономического развития и внешних связей Хабаровского края.
С 2011 г. является Инвестиционным уполномоченным в Хабаровском крае.
Доктор экономических наук, доцент, автор множества научных работ в сфере региональной экономики.
Владеет английским языком